# Cathédrale arménienne de Bucarest
La cathédrale arménienne des Saints-Archanges de Bucarest (Catedrala Armenească en roumain ; Բուխարեստի հայկական եկեղեցի en arménien) est une cathédrale arménienne située dans la ville de Bucarest, capitale de la Roumanie (située au n°43 boulevard Carol Ier).
Cette église apostolique arménienne a été construite entre 1911 et 1915. Elle est dédiée aux archanges Michel et Gabriel.

## Histoire
La première pierre est posée en juillet 1911 et la construction se poursuit selon les plans des architectes Dimitrie Maimarolu et Grigore Cerchez, tous deux d'origine arménienne. Construite suivant les principes de l'architecture arménienne médiévale, le modèle utilisé pour à la construction est celui de la cathédrale d'Etchmiadzine, le Saint-Siège arménien.
Les travaux ont été achevés en septembre 1915, moment de sa consécration par l'évêque arménien de la ville. Comme toute cathédrale, l'église s'accompagne d'un groupe épiscopal qui comprend ici le palais de l'évêque, une bibliothèque, le musée Dudian (musée du diocèse arménien de Roumanie), un centre culturel arménien, un jardin d'enfants mais aussi le siège de l'association Union des Arméniens de Roumanie'
L'église est classée Monument Historique par le ministère roumain de la Culture et des Affaires religieuses, tout comme la bibliothèque et la statue du militaire Andranik Ozanian qui y est également située.

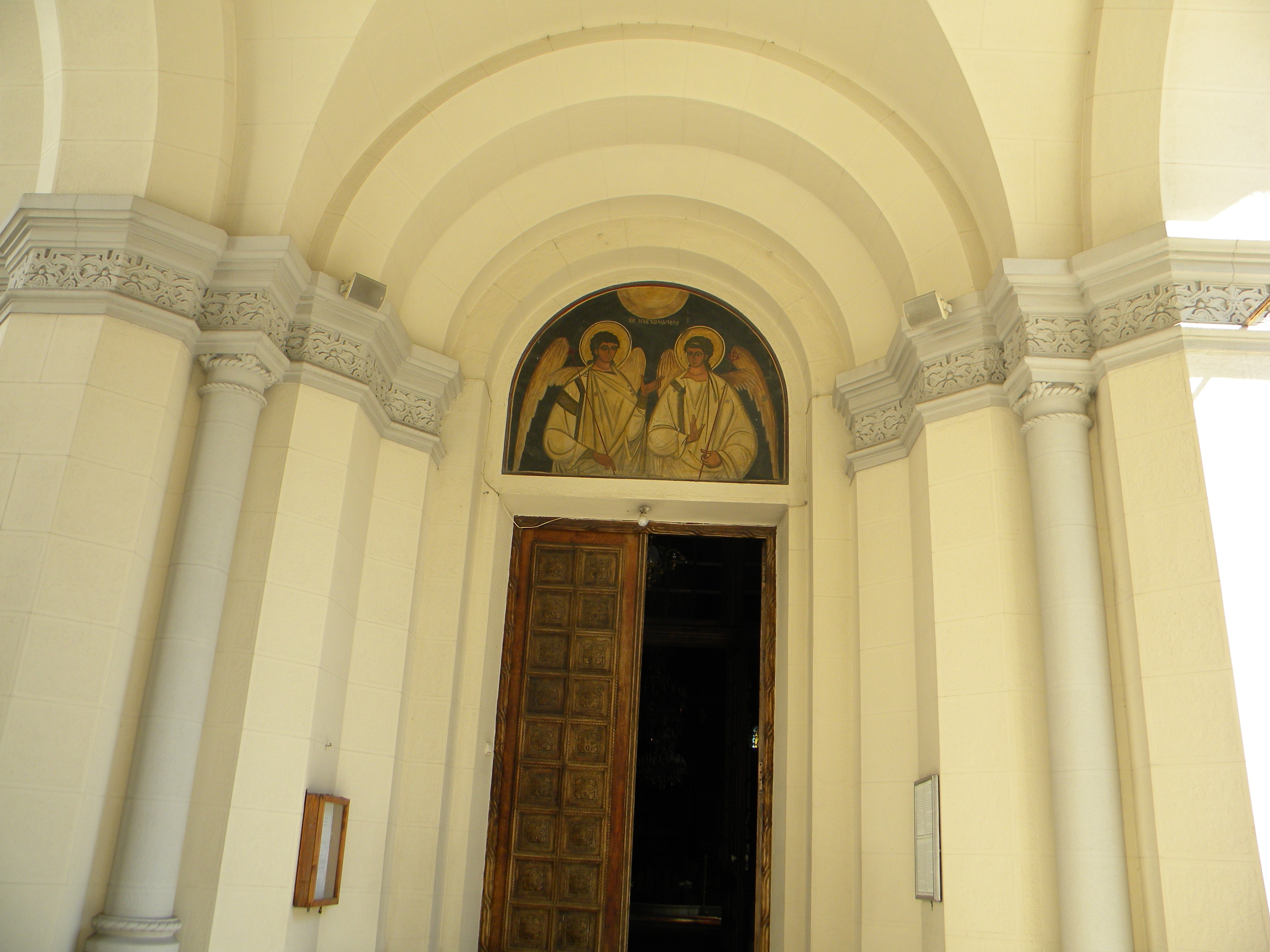
Portail principal.
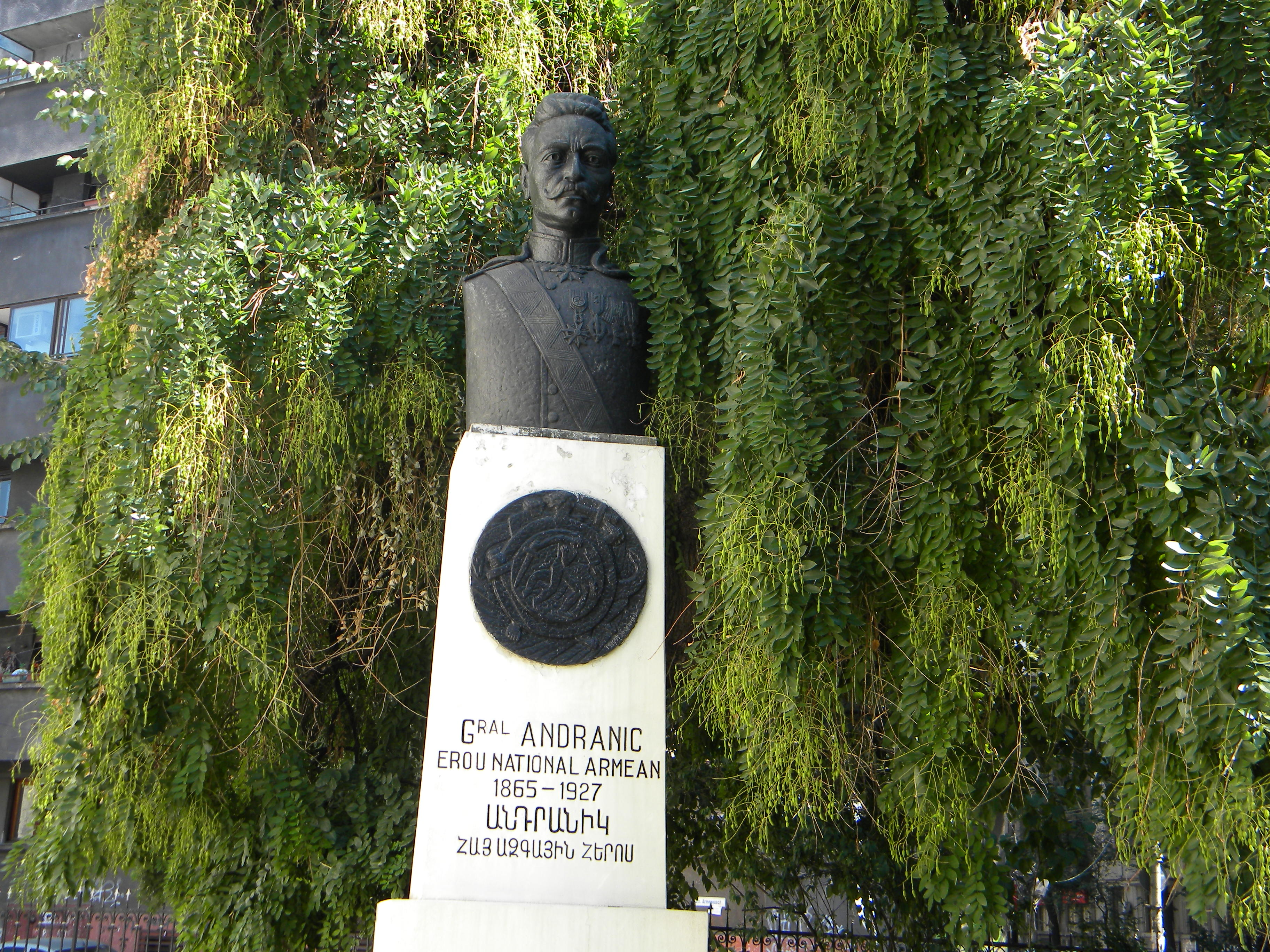
Statue d'Andranik.
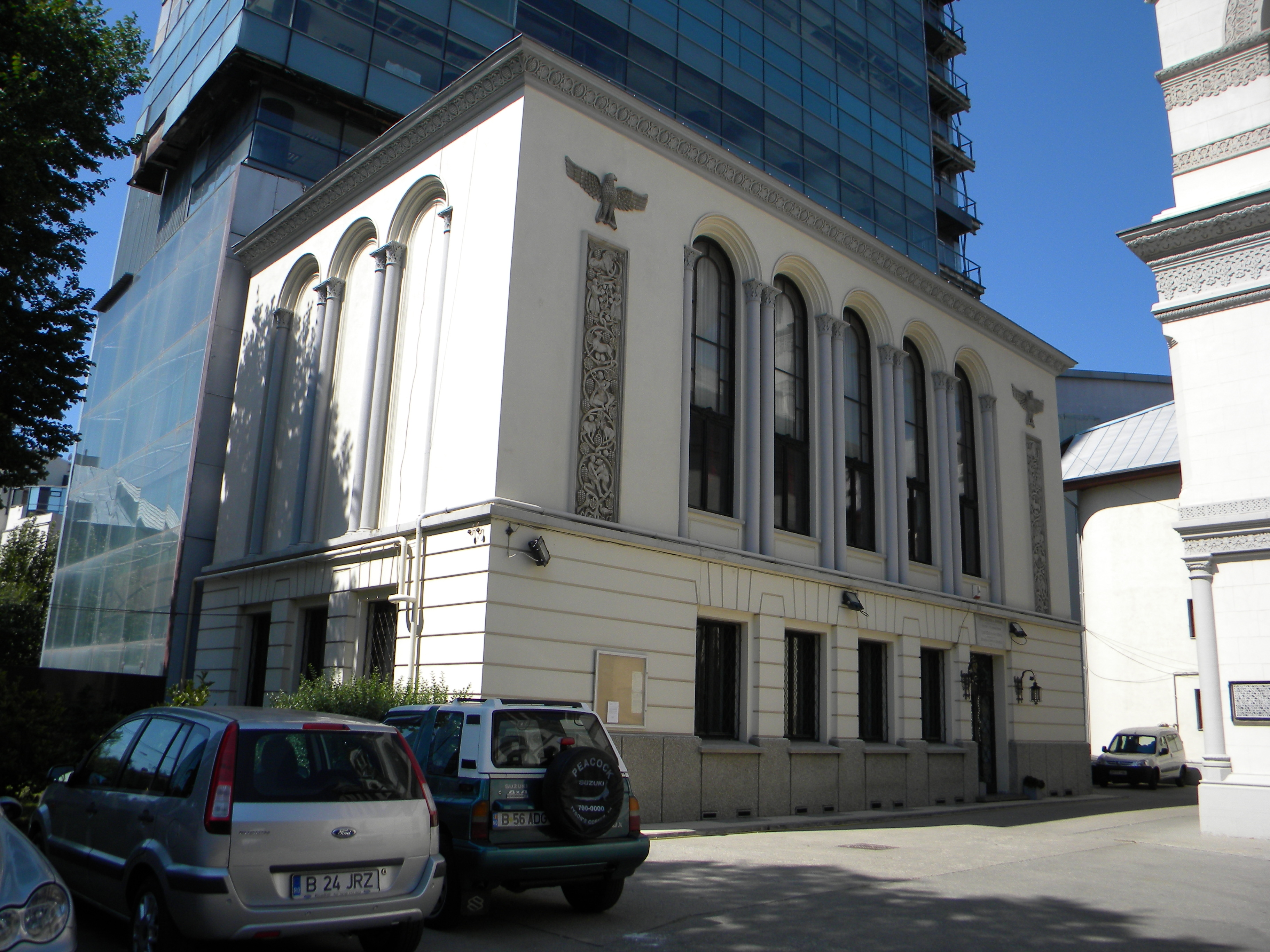
Musée Dudian et siège de l'Union des Arméniens de Roumanie.
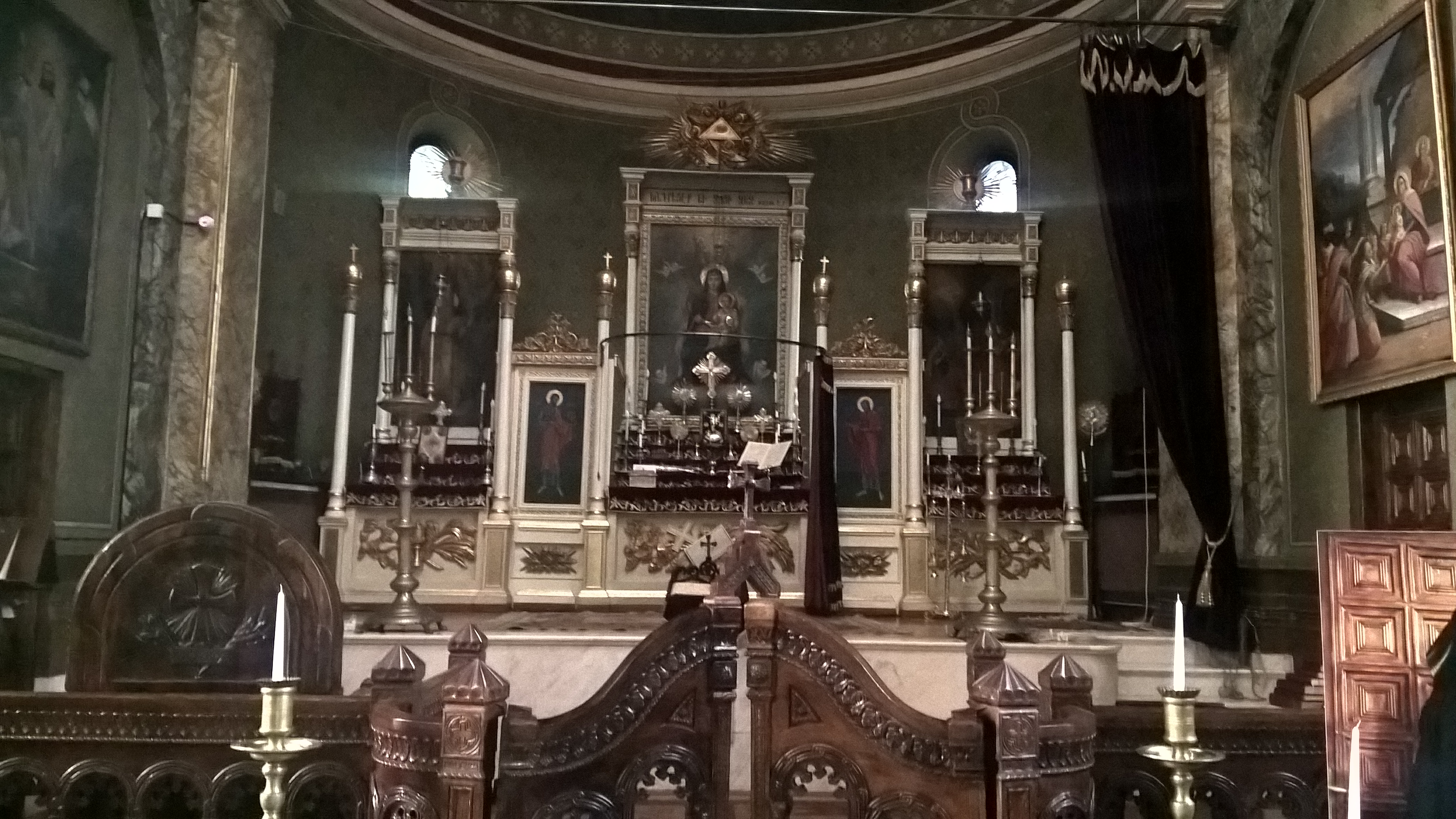
Vue intérieur du chœur.
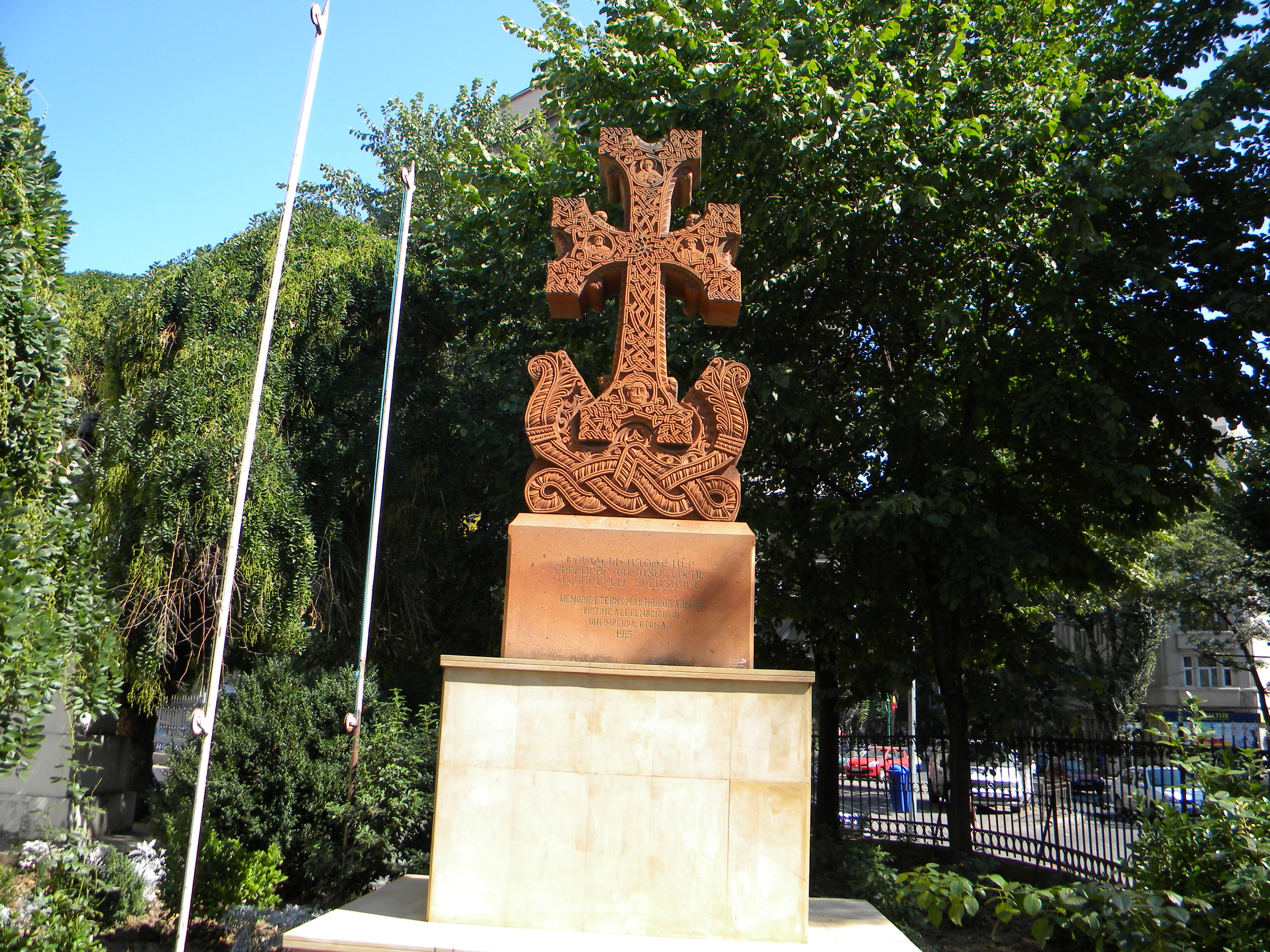
Khatchkar.